# Dichomeris mica
Dichomeris mica is een vlinder uit de familie van de tastermotten (Gelechiidae). De wetenschappelijke naam van de soort is voor het eerst geldig gepubliceerd in 1986 door Hodges.

## Type
- holotype: "female, 18.III.1968, F.G. & T.M. Clarke. USNM Type No. 100822"
- instituut: USNM
- typelocatie: "Marquesas Archipelago, Fatu Hiva, Omoa"[3]